# 土耳其电视剧
土耳其电视剧（土耳其語：Türk dizileri），简称土剧，自2000年代以来发展迅速。剧集大多反映了土耳其文化，是该国最著名的经济和文化出口。土耳其是世界上增长最快的电视剧出口国，目前已超过墨西哥和巴西，成为仅次于美国的世界第二大电视剧出口国。电视业在提高土耳其在亚洲、欧洲、拉丁美洲和北非的知名度方面发挥了关键作用。
土耳其电视剧大多在伊斯坦布尔制作，因为电视公司在1990年代私人电视自由化浪潮之后选择在此定居。制作电视剧的土耳其电视频道包括TRT、Kanal D、Show TV、Star TV、ATV、Fox、第八频道和Kanal 7。土耳其电视剧市场的特点是本地竞争激烈。在该国每年制作的60部电视剧中，由于不同地方频道之间的激烈竞争，几乎百分之五十的电视剧集数不超过13集，导致高长时间运行的作品的质量和受欢迎程度。
《真爱无敌》是1986年向苏联出口的第一部土耳其电视连续剧。土耳其电视节目几乎总是以多种语言提供，配音或字幕以适应目标国家的语言。土耳其电视连续剧的成功也促进了旅游业，因为游客们渴望看到他们最喜欢的节目所使用的地点。自2000年代以来，土耳其电视剧突然在国际上大受欢迎，已被广泛分析为一种社会现象。除了在电视上播放之外，土耳其系列节目还被许多不同语言的合法和非法互联网平台上的粉丝关注。